# Jessie Stevens
Jessie Stevens (New York, luglio 1869 – Palmyra, giugno 1922) è stata un'attrice statunitense del cinema muto.

## Biografia
Esordisce sullo schermo nel 1910 a 41 anni in un film dell'Edison. 
Dal 1910 al 1914, gira solo cinque film, uno dei quali per la Selig dove si trova, nel 1912, nel cast di Cinderella di Colin Campbell, una delle prime versioni cinematografiche della fiaba dei fratelli Grimm. Dal 1914, è messa sotto contratto dalla Edison, iniziando una carriera cinematografica che dura fino al 1921. La maggior parte dei suoi 67 film li gira dal 1914 al 1918. Muore all'età di 53 anni a Palmyra, nello stato di New York nel giugno 1922.

## Filmografia
- Pigs Is Pigs (1910)
- Cinderella, regia di Colin Campbell – cortometraggio (1912)
- His First Performance, regia di Charles H. France – cortometraggio (1913)
- Andy Gets a Job, regia di Charles H. France – cortometraggio (1913)
- The Witness to the Will, regia di George A. Lessey – cortometraggio (1914)
- Andy Plays Hero, regia di Charles H. France – cortometraggio (1914)
- The Janitor's Flirtation, regia di Charles M. Seay – cortometraggio (1914)
- Andy Goes on the Stage, regia di Charles H. France – cortometraggio (1914)
- The Adventure of the Extra Baby, regia di Charles M. Seay – cortometraggio (1914)
- Love's Young Dream, regia di Charles H. France – cortometraggio  (1914)
- Mr. Sniffkins' Widow, regia di Charles M. Seay – cortometraggio (1914)
- Andy, the Actor, regia di Charles H. France – cortometraggio (1914)
- Dinkelspiel's Baby, regia di Charles M. Seay – cortometraggio (1914)
- The Missing Twenty-Five Dollars, regia di Charles M. Seay – cortometraggio (1914)
- Andy and the Hypnotist , regia di Charles H. France – cortometraggio (1914)
- The Unopened Letter, regia di Preston Kendall – cortometraggio (1914)
- A Week-End at Happyhurst, regia di Charles M. Seay – cortometraggio (1914)
- Andy Plays Cupid, regia di Charles H. France – cortometraggio (1914)
- The Adventure of the Counterfeit Money, regia di Charles M. Seay – cortometraggio (1914)
- Seraphina's Love Affair, regia di Charles M. Seay – cortometraggio (1914)
- Lost -- a Pair of Shoes, regia di Preston Kendall – cortometraggio (1914)
- Andy Goes a-Pirating, regia di Charles H. France – cortometraggio (1914)
- Andy Has a Toothache, regia di Charles H. France – cortometraggio (1914)
- His Wife's Burglar, regia di Charles M. Seay – cortometraggio (1914)
- A Tango Spree, regia di Charles M. Seay] (1914) – cortometraggio
- Faint Heart Ne'er Won Fair Lady, regia di Charles M. Seay – cortometraggio (1914)
- Andy Learns to Swim, regia di Charles H. France (1914 – cortometraggio)
- A Village Scandal, regia di Charles M. Seay – cortometraggio (1914)
- Getting Andy's Goat, regia di Charles H. France – cortometraggio (1914)
- Twins and Trouble, regia di Charles M. Seay – cortometraggio (1914)
- Love by the Pound, regia di C.J. Williams – cortometraggio (1914)
- George Washington Jones, regia di Charles H. France – cortometraggio (1914)
- Andy and the Redskins, regia di Charles H. France – cortometraggio (1914)
- Buster Brown Picks Out the Costumes, regia di Charles H. France – cortometraggio (1914)
- Andy Falls in Love, regia di Charles H. France – cortometraggio (1914)
- Who Goes There?, regia di Ashley Miller – cortometraggio (1914)
- The Courtship of the Cooks, regia di Charles Ransom – cortometraggio (1914)
- A Superfluous Baby, regia di Charles Ransom (1915)
- A Weighty Matter for a Detective, regia di Charles M. Seay (1915)
- Joey and His Trombone, regia di James W. Castle (1915)
- The Stone Heart, regia di John H. Collins (1915)
- Her Husband's Son, regia di Charles Brabin (1915)
- Rooney the Bride, regia di Charles Ransom (1915)
- The Master Mummer (1915)
- Hans and His Boss, regia di Charles Ransom (1915)
- Music in Flats, regia di Charles Ransom (1915)
- A Clean Sweep, regia di Charles Ransom (1915)
- His Sad Awakening, regia di Charles Ransom (1915)
- Martha's Romeo, regia di Charles Ransom (1915)
- Nearly a Scandal , regia di Charles Ransom (1915)
- Chinks and Chickens, regia di Charles Ransom (1915)
- Cohen's Luck, regia di John H. Collins (1915)
- McQuade of the Traffic Squad, regia di Eugene Nowland (1915)
- It May Be You, regia di Will Louis (1915)
- Matilda's Fling, regia di Will Louis (1915)
- The Way Back, regia di Carlton King (1915)
- Ranson's Folly, regia di Richard Ridgley (1915)
- The Parson's Horse Race, regia di George Lessey (1915)
- Vanity Fair, regia di Charles Brabin e Eugene Nowland (1915)
- Gladiola, regia di John H. Collins (1915)
- Cartoons in the Country, regia di Raoul Barré (1915)
- The Sufferin' Baby, regia di Will Louis (1915)
- Her Inspiration, regia di Frank McGlynn Sr. (1915)
- The Hand of the Law, regia di Edward C. Taylor (1915)
- The Girl of the Gypsy Camp, regia di Langdon West (1915)
- The Real Dr. Kay, regia di Will Louis (1916)
- The Littlest Magdalene, regia di Burton George (1916)
- Robbing the Fishes, regia di Will Louis (1916)
- The Last Sentence, regia di Ben Turbett (1917)
- Envy, regia di Richard Ridgely (1917)
- Where Love Is (1917)
- Builders of Castles, regia di Ben Turbett (1917)
- The Half Back, regia di Ben Turbett (1917)
- The Tell-Tale Step, regia di Burton George (1917)
- Billy and the Big Stick, regia di Edward H. Griffith (1917)
- The Awakening of Ruth, regia di Edward H. Griffith (1917)
- Putting the Bee in Herbert, regia di Floyd France (1917)
- The Apple-Tree Girl , regia di Alan Crosland (1917)
- The Courage of the Common Place, regia di Ben Turbett (1917)
- The Seven Deadly Sins, regia di Theodore Marston e Richard Ridgely (1917)
- Barnaby Lee, regia di Edward H. Griffith (1917)
- The Other Man, regia di Paul Scardon (1918)
- A Bachelor's Children, regia di Paul Scardon (1918)
- The Little Runaway, regia di William P.S. Earle (1918)
- Find the Woman, regia di Tom Terriss (1918)
- A Pair of Cupids, regia di Charles Brabin (1918)
- Fortune's Child, regia di Joseph Gleason (1919)
- Dollars and the Woman, regia di George Terwilliger (1920)
- The Single Track, regia di Webster Campbell (1921)